# Henri de Laulanié
Henri de Laulanié, né le 22 février 1920 dans le Poitou (France), mort le 23 juin 1995 à Madagascar, est un père jésuite et agronome français. Émigré à Madagascar, il s'y est illustré en créant le système de riziculture intensive.

## Biographie
Henri de Laulanié de Sainte-Croix a reçu une formation d'ingénieur agronome à l'Institut national agronomique Paris-Grignon à Paris. Il a acquis une connaissance de la physiologie du tallage du riz à partir d'un document capitalisant sur l'analyse des composantes du rendement du riz publié par une ONG française, le groupe de recherches et d'échanges technologiques (GRET), qui relatait le travail du chercheur japonais Katayama sur les phyllochrones du riz, publié  en 1951. Le document du GRET a pour titre « L’analyse de l’élaboration du rendement du riz » et a été publié en janvier 1987 par un jeune agronome français issu de la même institution que Henri de Laulanié, promotion 1983.
Arrivé à Madagascar en 1961, à l'âge de 41 ans, il s'efforça d'aider les agriculteurs à augmenter leur production de riz, qui est l'aliment de base du peuple malgache. Il a poursuivi ses efforts pour améliorer la culture du riz jusqu'à sa mort 34 ans plus tard à l'âge de 75 ans. Le système de riziculture intensive (SRI) a été mis au point pour la première fois en 1983, mais n'a été entièrement testé que quelques années plus tard. Sa découverte du SRI a été publiée dans son livre Le riz à Madagascar : un développement en dialogue avec les paysans
Le SRI repose sur quatre principes :
1. établir les plantes tôt et rapidement, pour favoriser une croissance saine et vigoureuse des racines et des végétaux ;
2. maintenir une faible densité de plantes pour permettre un développement optimal de chaque plante et minimiser la compétition entre les plantes pour les éléments nutritifs, l'eau et la lumière du soleil ;
3. enrichir le sol avec de la matière organique pour améliorer sa capacité de retenue des nutriments et de l'eau, augmenter la vie microbienne du sol et fournir un bon substrat pour le développement des racines ;
4. réduire et contrôler l'application de l'eau, en ne fournissant que l'eau nécessaire au développement optimal de la plante et pour favoriser les conditions aérobies du sol[2].

Le système de riziculture intensive a ensuite été adopté par plus de 55 pays dans monde et a amélioré la sécurité alimentaire de millions de petits riziculteurs.
Henri de Laulanié est mort à Madagascar en 1995. Sa tombe se trouve dans le cimetière d'Ambohipo ( Madagascar).